# 日曜ナイトドラマ
日曜ナイトドラマ（にちようナイトドラマ、Sunday Night Drama）は、2010年4月25日から2011年3月27日までテレビ朝日系列で、毎週日曜日の23:00 - 23:55（JST）に放送されていた深夜ドラマ枠の冠タイトル。ハイビジョン制作でステレオ放送。

## 概要
これまでテレビ朝日では、2000年春より金曜と土曜の夜11時枠に「ナイトドラマ」枠を設け、既存のプライム枠のドラマとは違う新しい路線のドラマに挑戦し、『トリック』や『特命係長 只野仁』シリーズをはじめ、『OLヴィジュアル系』シリーズ、『スカイハイ』シリーズなど、数々の話題作を連発してきた。
その後、2001年秋に土曜が廃枠となり、これまで金曜のみとなっていたが、2010年4月の改編で日曜23時枠を連続ドラマ枠にすることが決定し、再びナイトドラマ枠が2枠体制となる。テレビ朝日が日曜日に連続ドラマ枠を設置するのは、『西部警察』などを放送していた20時台の連続ドラマが撤退して以来16年半ぶりの事である。
本枠の新設に伴い、これまで日曜23時枠で放送していた番組のうち『地球号食堂〜エコめし宣言』は2010年3月28日で終了し、スポンサーの一つであったトヨタ自動車は撤退となり、『やべっちFC〜日本サッカー応援宣言〜』は24時台前半枠へと繰り下がって移動し、放送時間も45分から35分へと縮小した。
改編期に単発バラエティ番組を放送する際は、一部の地域では他番組に差し替える事もある。さらに、『全英オープンゴルフ』といったスポーツ中継時や、国政選挙時の開票特番『選挙ステーション』などといった特別編成時には休止することもある。また、時には映画を2週に分けて放送することもある。
当枠の第1作目として放映された『女帝 薫子』（桐谷美玲主演）は2010 FIFAワールドカップサッカー及び全英オープンゴルフ中継や選挙等特番の影響もあって、わずか8回（2010年4月25日 - 6月13日）での放送だった。ドラマの最終回を迎える時点で、次のドラマの内容が明かされないのは異例の事であった。
そんな中、第2弾として、2010年5月に劇場公開された、日本の脚本家と韓国の俳優・監督・他スタッフによる日韓共同ドラマプロジェクト『日韓共同ドラマ テレシネマ』の中から3作品が前・後編に分けて放送されることが2010年7月15日に明らかにされた。その後も第3弾の『霊能力者 小田霧響子の嘘』（石原さとみ主演）、第4弾の『Dr.伊良部一郎』（徳重聡主演）が放送された。
2011年4月からは、『日曜ナイトプレミア』にリニューアルされる。

## 基本放送時間
- 日曜日 23:00 - 23:55
  - 『日曜洋画劇場』の拡大などにより、遅延・休止の場合もある。

## 放送作品

### 2010年
- 女帝 薫子（4月25日 - 6月13日）

原作：倉科遼
出演：桐谷美玲、黒川智花、原沙知絵、中村優一、国生さゆり、遠藤憲一、萬田久子 ほか
制作：MMJ
- 日韓共同ドラマ テレシネマ（8月8日 - 9月12日）

日韓共同で制作された『テレシネマ7』全7作品のうち3作品を放送。主音声が日本語訳、副音声が原語であるが、作品自体に日本語訳の字幕スーパーが入るため字幕放送が実施されていない。
- 天使の恋（9月19日 - 9月26日）

主演：佐々木希
2009年に劇場公開された映画。一週目を『純愛編』、二週目を『運命編』として前・後編に分けて放送。
- 霊能力者 小田霧響子の嘘（10月10日 - 12月5日）

原作：甲斐谷忍
出演：石原さとみ、谷原章介、大島優子（AKB48）、三浦理恵子 ほか
制作：ホリプロ

### 2011年
- Dr.伊良部一郎（1月30日 - 3月27日）

原作：奥田英朗
出演：徳重聡、余貴美子、原幹恵 ほか
制作：5年D組

## 備考
それまで日曜23時枠番組のクロスプログラムは、『熱闘甲子園』放送中の時のみだったが、当枠設置後は、『日曜洋画劇場』終了後に出演者が「『日曜洋画劇場』のあとは」と言ってから行う様になった（その前に22:54から「世界の車窓から」が放送される）。
当番組終了後は、『やべっちFC〜日本サッカー応援宣言〜』とのクロスプログラムが生放送で行われるが「（ナイトドラマの作品名）の後は…」というコメントはない。

## 関連番組
- 金曜ナイトドラマ
- 土曜ナイトドラマ (テレビ朝日)
- 土曜ミッドナイトドラマ
- ウイークエンドドラマ
- 土曜ナイトドラマ (朝日放送)
- 日曜ナイトプレミア